# Deloitte
Deloitte Touche Tohmatsu Limited (DTTL, kurz Deloitte, [diˈlɔ͜ɪt]) ist ein internationales Unternehmen der Wirtschaftsbranche. Es erbringt Dienstleistungen in den Bereichen Wirtschaftsprüfung, Risikoberatung (Risk Advisory), Steuerberatung, Finanzberatung (Financial Advisory) und Consulting für Unternehmen und Institutionen aus allen Wirtschaftszweigen; Rechtsberatung wird in Deutschland von Deloitte Legal erbracht. 
Mit einem weltweiten Netzwerk von Tochtergesellschaften in mehr als 150 Ländern und über 460.000 Mitarbeitern erzielte Deloitte im Geschäftsjahr 2023/2024 einen Umsatz von 67,2 Milliarden US-Dollar. Deloitte ist die umsatzstärkste Management- und Strategieberatung sowie Wirtschaftsprüfungsgesellschaft der Welt und laut Marktanteil die größte Gesellschaft der sogenannten Big Four.

## Gründung und Firmengeschichte
Das erste Büro wurde 1845 in London von William Welch Deloitte gegründet. 1890 erfolgte die Expansion in die USA. George Touche gründete sein Unternehmen 1899 ebenfalls in London. 1975 wurde die 1968 in Tokio gegründete Tohmatsu Awoki & Co. (japanisch 等松・青木監査法人, Tōmatsu Aoki Kansa Hōjin) in das von George Touche gegründete Unternehmen integriert. 1990 fusionierten die jeweils von Deloitte und Touche begründeten Unternehmen zu Deloitte & Touche, 1993 wurde das internationale Netzwerk Deloitte Touche Tohmatsu Limited etabliert. Der Name Deloitte ist der am längsten durchgängig gebrauchte Firmenname der Wirtschaftsprüfungsbranche. Als einzige der Big-Four-Gesellschaften trennte sich Deloitte nach dem Enron-Skandal nicht von seiner angeschlossenen Unternehmensberatung.

## Struktur
DTTL ist eine Gesellschaft mit beschränkter Haftung nach britischem Recht (private company limited by guarantee). Sie selbst erbringt keine Leistungen gegenüber Mandanten, sondern ausschließlich für die weltweiten Tochterunternehmen von DTTL. DTTL und seine Tochterunternehmen sind rechtlich selbständig und unabhängig. Jedes Tochterunternehmen erbringt seine eigenen Leistungen in bestimmten geografischen Gebieten und unterliegt den dort jeweils geltenden Gesetzen und berufsrechtlichen Bestimmungen.

### Österreich
Deloitte Österreich ist ein österreichischer Anbieter von Professional Services. Mit 1350 Mitarbeitern an dreizehn Standorten (2× in Wien, St. Pölten, Hollabrunn, 2× in Graz, Villach, Salzburg, Linz, Steyr, Imst, Innsbruck und St. Anton) betreut Deloitte Unternehmen und Institutionen in den Bereichen Wirtschaftsprüfung, Steuerberatung, Consulting, Financial Advisory und Risk Advisory. Deloitte Österreich erzielte im Geschäftsjahr 2017/18 einen Umsatz von 170 Millionen Euro.

### Schweiz
Deloitte Schweiz ist eines der großen Unternehmen für Professional Services. Mit rund 2800 Mitarbeitenden an den sechs Standorten Basel, Bern, Genf, Lausanne, Lugano und Zürich (Hauptsitz) ist Deloitte für Unternehmen und Institutionen verschiedener Rechtsform und Größe tätig. Das Unternehmen bietet integrierte Dienstleistungen in den Bereichen Audit & Assurance (Wirtschaftsprüfung), Consulting, Financial Advisory, Risk Advisory sowie Tax & Legal. Deloitte Schweiz deckt alle wichtigen Branchen ab – von Finanzdienstleistungen, Life Sciences und Industrie über Konsumgüter bis zu Energy & Resources, Technologie und dem öffentlichen Sektor.
Deloitte AG ist eine Tochtergesellschaft von Deloitte North and South Europe (NSE), einem Mitgliedsunternehmen der Deloitte Touche Tohmatsu Limited (DTTL). Im Geschäftsjahr 2023/24, das am 31. Mai 2024 endete, erzielte das Schweizer Unternehmen einen Gesamtumsatz von 623 Millionen Schweizer Franken, was einem Wachstum von gut vier Prozent entspricht. Das Wachstum der letzten Jahre in Consulting, Financial Advisory und Risk Advisory hat dazu geführt, dass Deloitte zum Schweizer Marktführer im Bereich Advisory-Dienstleistungen wurde.

## Mitbewerber und Kunden
Deloitte konkurriert weltweit mit den anderen großen Prüfungs- und Beratungsgesellschaften, KPMG, PricewaterhouseCoopers und Ernst & Young. Im Bereich der Unternehmensberatung gehören die großen Strategieberatungsfirmen McKinsey, Boston Consulting Group und Bain & Company zu den Mitbewerbern sowie die eher technisch-orientierten Beratungsunternehmen wie Accenture oder BearingPoint. 
Auf Basis des Umsatzes ist Deloitte in der Unternehmensberatung sowohl in Deutschland als auch weltweit die größte der Big-Four-Prüfungsgesellschaften. Zu den Großkunden zählen u. a. Apple, Boeing, Gap, Microsoft, PepsiCo, Procter & Gamble, Royal Bank of Scotland, Sotheby’s, Starbucks und Vodafone.